# Клейн, Семён Маркович
Семён Маркович Клейн (1889 ― 1960) ― советский учёный, врач-гинеколог, доктор медицинских наук, профессор Смоленского государственного медицинского института.

## Биография
Семён Маркович Клейн родился 17 мая 1889 года в местечке Жагорн (ныне — территория Литвы) в рабочей семье. По национальности еврей. В августе 1914 года был мобилизован в Российскую императорскую армию, участвовал в боях Первой мировой войны, будучи рядовым Оренбургского 105-го пехотного полка, принимал участие в Восточно-Прусской операции.
После Октябрьской революции Клейн был демобилизован. В 1925 году он окончил медицинский факультет Воронежского государственного университета, после чего долгие годы работал в Воронежской акушерско-гинекологической клинике, был ординатором, ассистентом, доцентом. В 1936 году защитил кандидатскую диссертацию, и год спустя перешёл на преподавательскую работу в Воронежский государственный медицинский институт. Был доцентом кафедры акушерства и гинекологии, на протяжении полутора лет был исполняющим обязанности заведующего кафедрой. В 1944 году защитил докторскую диссертацию.
В феврале 1945 года Клейн был избран заведующий кафедрой акушерства и гинекологии Смоленского государственного медицинского института. Возглавлял её вплоть до своей смерти. Внёс большой вклад в послевоенное восстановление института, руководил организацией учебного процесса и лечебной работой клинических баз. Благодаря его усилиям количество койко-мест на клинике кафедры увеличилось более чем в 4 раза. За время руководства кафедрой Клейном учёные разрабатывали ряд актуальных вопросов, таких, как: обезболивание при родах, послеродовые заболевания, инфицированные аборты, стимуляция родовой деятельности. Преподавательскую деятельность Клейн совмещал с обширной медицинской практикой, на протяжении нескольких лет являлся главным акушером-гинекологом Смоленской области. Опубликовал 74 научных работы.
Скончался 11 августа 1960 года, похоронен на кладбище «Клинок» в Смоленске.
Был награждён медалью «За доблестный труд в Великой Отечественной войне» (13.12.1946).